# Perla Bárcenas
Perla Patricia Barcenas Ponce de León (Ciudad de México, 13 de mayo de 1971) es una deportista mexicana que compitió en levantamiento de potencia adaptado. Ganó tres medallas en los Juegos Paralímpicos de Verano entre los años 2000 y 2012.

## Palmarés internacional
| Juegos Paralímpicos | Juegos Paralímpicos   | Juegos Paralímpicos | Juegos Paralímpicos |
| Año                 | Lugar                 | Medalla             | Categoría           |
| ------------------- | --------------------- | ------------------- | ------------------- |
| 2000                | Sídney (Australia)    | Medalla de plata    | –75 kg              |
| 2008                | Pekín (China)         | Medalla de bronce   | –82,5 kg            |
| 2012                | Londres (Reino Unido) | Medalla de bronce   | +82,5 kg            |